# Ojo con la CIA / Todos los caminos
Ojo con la CIA / Todos los caminos es un EP de la banda del músico cubano Carlos Puebla, llamada Carlos Puebla y Sus Tradicionales, lanzado en 1971 por el sello discográfico chileno DICAP.

## Lista de canciones
Todas las canciones escritas y compuestas por Carlos Puebla. 
| Lado A |                  |          |  |
| N.º    | Título           | Duración |  |
| 1.     | «Ojo con la CIA» |          |  |
| 2.     | «Viva Chile»     |          |  |

| Lado B |                     |          |  |
| N.º    | Título              | Duración |  |
| 3.     | «Todos los caminos» |          |  |
| 4.     | «A cuidarse ahora»  |          |  |